# ریموند راجر ترنکاول
ریموند راجر ترنکاول (اکسیتان: Raimon Rogièr; ۱ ژانویهٔ ۱۱۸۵ – ۱۰ نوامبر ۱۲۰۹) یکی از اعضای خاندان ترنکاول بود. وی ویسکنت بزیه و آلبی (واسال‌های کنت‌نشین تولوز) و همچنین ویسکنت کارکاسون و رازس (واسال‌های کنت‌نشین بارسلون و همچنین تاج آراگون) بود. وی پسر راجر دوم ترنکاول (م. ۱۱۹۴) و آزاله، دختر ریموند پنجم، کنت تولوز و خواهر ریموند ششم، کنت تولوز بود. ریموند راجر با آگنس مونت‌پلیه ازدواج کرد.
ریموند راجر در شاتو کومتال در نزدیکی شهر کارکاسون زندگی می‌کند. شاتو توسط اجداد وی در قرن ۱۱ میلادی ساخا شده بود. وی با وجود اینکه کاتار نبود اما کاتارهای زیادی در قلمروی وی زندگی می‌کردند. در سال ۱۲۰۹، با آغاز جنگ صلیبی کاتاری، حدود ۱۰ هزار نفر از صلیبیون جمع‌شده در لیون عازم جنوب فرانسه شدند. صلیبیون پس از تکفیر ریموند ششم، عازم مونت‌پلیه و اراضی زیموند راجر شدند تا گروه‌های کاتار را در البی هدف قرار دهند. وی قول داده بود که از شهر بزیه در مقابل صلیبیون دفاع کند اما بعد شنیدن رسیدن ارتش صلیبی، شهر را ترک و عازم کارکاسون شد تا در آنجا مواضع دفاعی خود را آماده کند. پس از عقب‌نشینی ریموند راجر بزیه در ژوئیه تسخیر و مردمان به قتل رسیدند.
پس از کشتار بزیه، هدف اصلی بعدی صلیبیون شهر کارکاسون بود، شهری که کاتارهای زیادی در آن ساکن بودند. کارکاسون از استحامات دفاعی خوبی برخوردار بود اما آسیب‌پذیر بود و مملو از پناهندگان بود. صلیبیون ۴۵ مایلی میان بزیه و کارکاسون را در ۶ روز طی کردند، و در ۱ اوت ۱۲۰۹ به شهر کارکاسون رسیدند. مقاومت شهر در برابر محاصره دوام زیادی نیافت. در ۷ اوت، صلیبیون آب شهر را قطع کردند. ریمون راجر درصدد مذاکره بود اما در حین آتس‌بس اسیر شد و پس از آن کارکاسون در ۱۵ اوت تسلیم شد. مردم شهر کشته نشدند اما مجبور به ترک شهر شدند. طبق گفته پیتر وو د کرنی، راهب و شاهد حوادث زیادی از جنگ‌های صلیبی، «کاتار عریان از شهر خارج شدند» اما طبق گفته گیوم دو پویلورنس، «آنها با پیراهن و شلوارهایشان» از شهر خارج شدند. ریمون راجر چند ماه بعد مُرد. اگرچه مرگ وی ظاهراً در اثر اسهال خونی بوده اما برخی گمان می‌کنند وی به قتل رسیده‌است.